# California (Kentucky)
California – miasto w Stanach Zjednoczonych, w stanie Kentucky, w hrabstwie Campbell.